# El Salado, Jolalpan
El Salado är en ort i Mexiko.   Den ligger i kommunen Jolalpan och delstaten Puebla, i den sydöstra delen av landet, 120 km söder om huvudstaden Mexico City. El Salado ligger 941 meter över havet och antalet invånare är 145.
Terrängen runt El Salado är kuperad. Runt El Salado är det glesbefolkat, med 10 invånare per kvadratkilometer. Närmaste större samhälle är Jolalpan, 11,9 km öster om El Salado. I omgivningarna runt El Salado växer huvudsakligen savannskog.